# Oshakati
Oshakati é uma cidade com cerca de 30 000 habitantes situada na Região de Oshana, no norte da Namíbia. Fundada oficialmente em Julho de 1966, é a capital regional e a maior cidade da área conhecida por Ovambolândia (Ovamboland). A cidade foi usada como base operacional do Exército Sul-Africano (SADF — South African Defence Force) durante a Guerra Civil Angolana e Guerra da Independência da Namíbia.
A cidade é banhada por um dos canais do rio Cuvelai.